# Rajdowe mistrzostwa świata

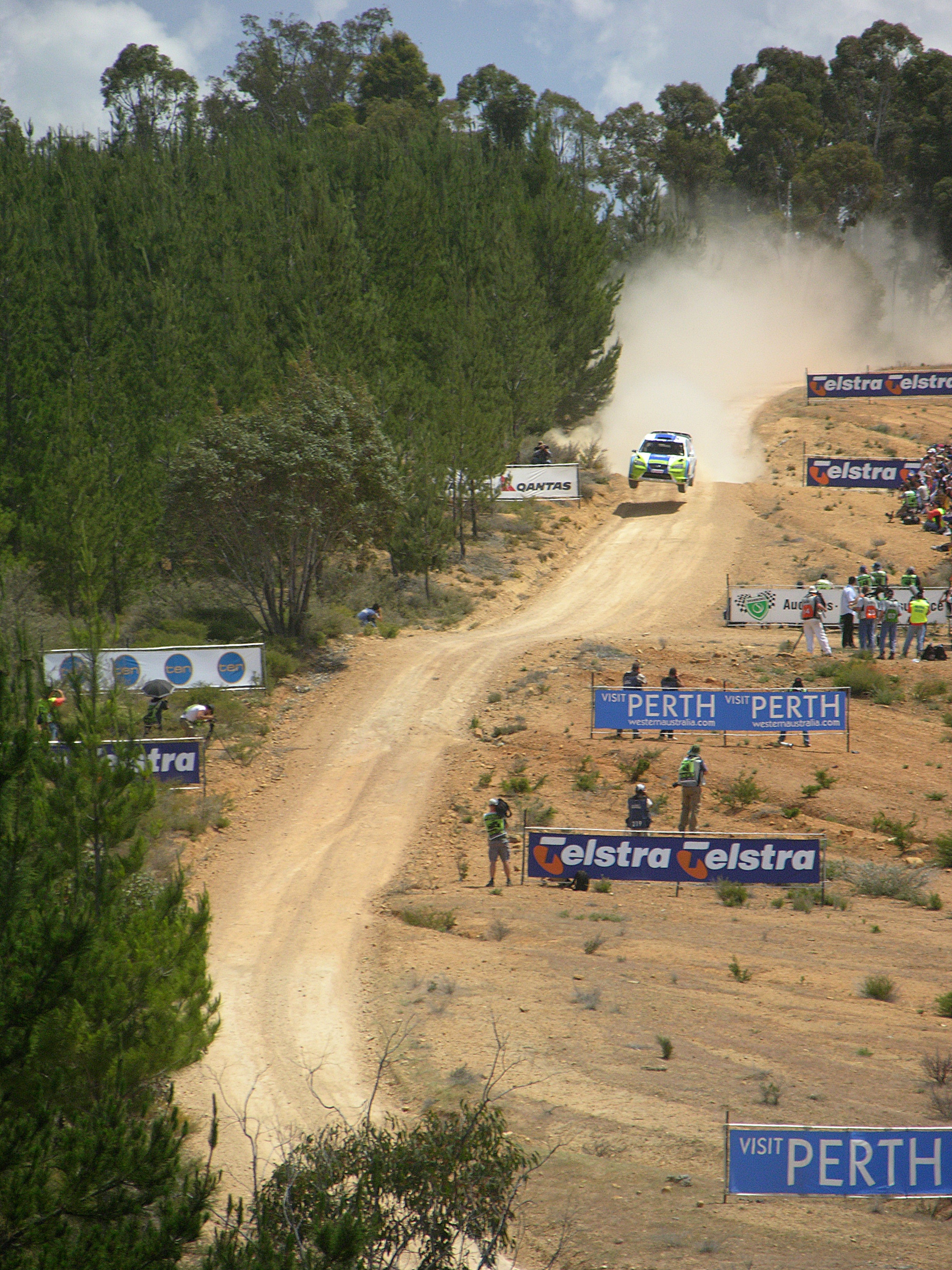
Marcus Grönholm na słynnych "Bunnings Jumps" podczas Rajdu Australii 2006

Rajdowe samochodowe mistrzostwa świata (w skrócie RSMŚ, WRC – ang. World Rally Championship) – najwyższa kategoria rywalizacji w rajdach samochodowych, coroczny cykl mistrzowski o tytuły rajdowego mistrza świata kierowców, rajdowego mistrza świata pilotów oraz rajdowego mistrza świata konstruktorów, którego organizatorem jest FIA. Cykl składa się zwyczajowo z kilkunastu rund – trzydniowych rajdów rozgrywanych na całym świecie.
Każdy kierowca oraz pilot chcący wziąć udział w RSMŚ musi posiadać międzynarodową licencję rajdową.
Równolegle z Rajdowymi samochodowymi mistrzostwami świata odbywają się:
- Rajdowe samochodowe mistrzostwa świata WRC-3 (dawniej RSMŚ Samochodów Produkcyjnych (PWRC – ang. Production Car World Rally Championship)),
- Rajdowe samochodowe mistrzostwa świata WRC-2 (dawniej RSMŚ Super 2000 (SWRC – ang. Super 2000 World Rally Championship)),
- Rajdowe samochodowe mistrzostwa świata Junior WRC (JWRC – ang. Junior World Rally Championship).

## Historia

### Początki
Rajdowe mistrzostwa świata powstały na bazie znanych na świecie rajdów, z których niektóre były wcześniej eliminacjami międzynarodowych mistrzostw konstruktorów (IMC – International Championship for Manufacturers) rozgrywanymi w latach 1970-1972. W latach 1973–1976 liczono tylko klasyfikację producentów. Pierwszym mistrzem świata producentów zostało Alpine Renault. W 1977 roku wprowadzono po raz pierwszy klasyfikację dla kierowców, jednak początkowo nie przyznawano tytułu mistrza świata, a sama klasyfikacja była określana jako Puchar FIA Kierowców (FIA Cup for Drivers). Pierwszy tytuł mistrza świata kierowców został przyznany w 1979 roku.

### Era Grupy B

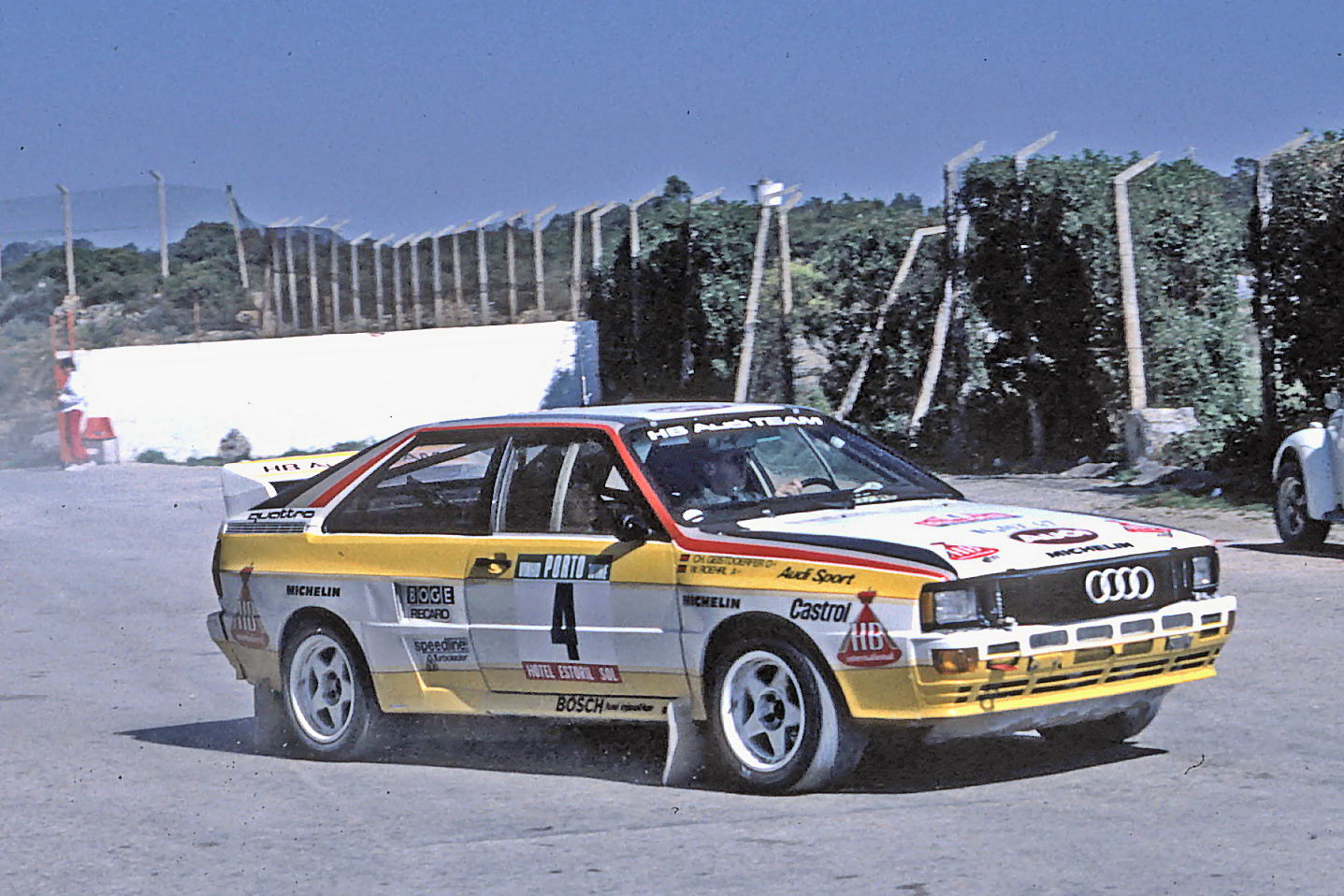
B-grupowe Audi Quattro na Rajdzie Portugalii w 1984 roku

Na początku lat 80. XX wieku tylnonapędowe grupa 2 i grupa 4 zostały zastąpione przez samochody grupy B o większej mocy. Napęd na 4 koła został dopuszczony w 1979 roku, ale większość producentów uznała, że jest to zbyt skomplikowane konstrukcyjnie rozwiązanie aby z nim odnieść sukces. Jednak kiedy Audi wystawił w ramach testów w rajdach pierwszy samochód z napędem na cztery koła i od razu odniósł z nim sukces, pozostali producenci także wystartowali z czteronapędowymi projektami. Od 1982 roku w regulaminie wprowadzono grupę B.

### Era Grupy A
Po serii tragicznych wypadków z udziałem B-grupowych samochodów, grupa ta została zlikwidowana z początkiem 1987 roku. Od 1986 roku istniała jednak też grupa A, która od 1987 roku stała się podstawową grupą dla zespołów walczących o tytuł mistrzowski. W latach 1993–1999 utworzono odrębną grupę samochodów rajdowych, które były klasyfikowane w tzw. Dwulitrowym Rajdowym Pucharze Świata (skr. 2L WRC).

### Era WRC

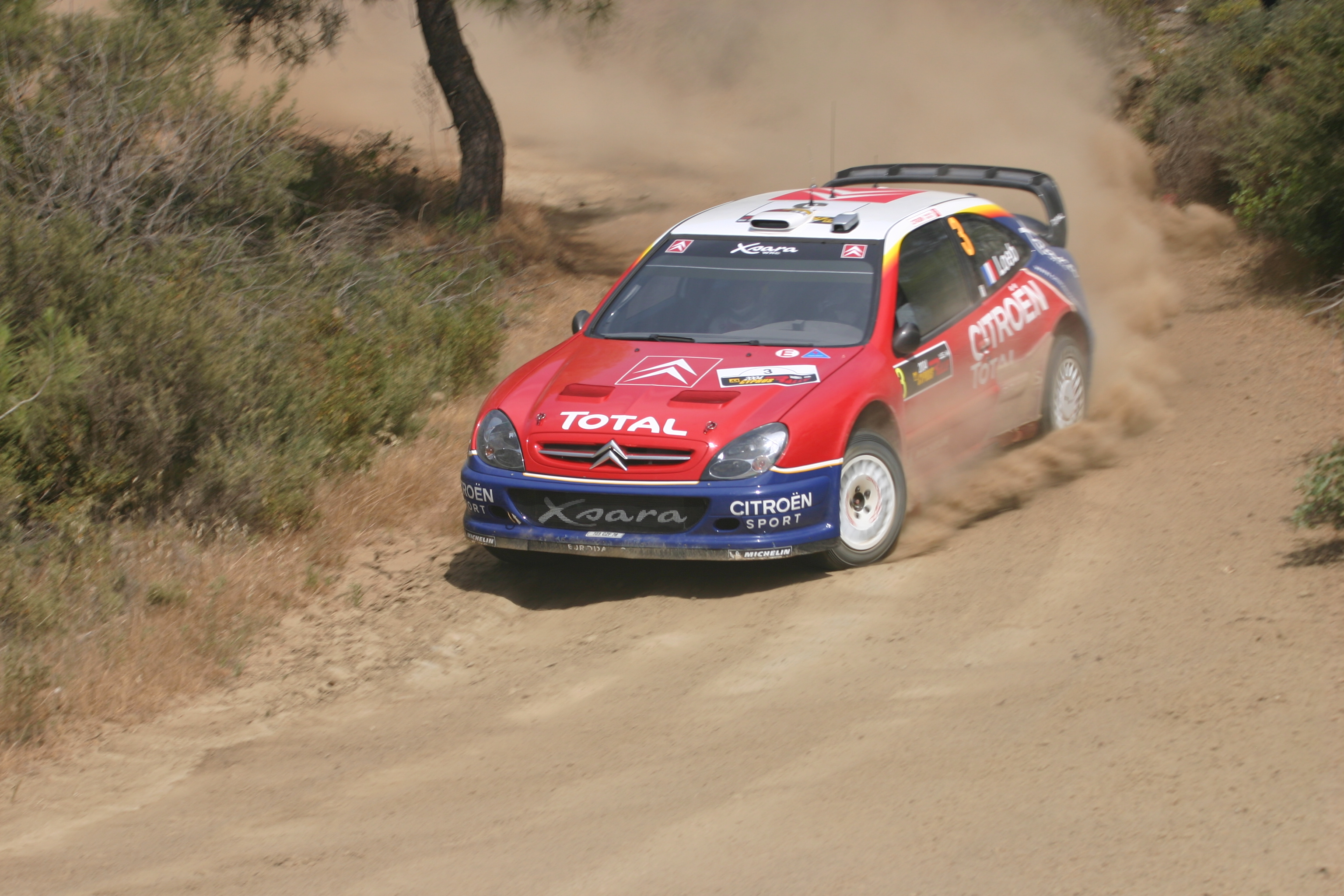
Citroën Xsara WRC podczas Rajdu Cypru 2004

W 1997 roku pojawiły się przepisy wprowadzające kategorię samochodów WRC, która miała zastąpić grupę A. Przepisy te zostały zmodyfikowane wraz z rozpoczęciem sezonu 2011.
Każdy samochód specyfikacji WRC obowiązują regulacje przygotowane przez FIA. Definiują one zakres dozwolonych przeróbek w stosunku do drogowej wersji pojazdu, który jest bazą dla samochodu rajdowego, ograniczają maksymalną moc silnika (teoretycznie do 300 KM), minimalną masę pojazdu (1200 kg) i precyzują wymagania w stosunku do wyposażenia odpowiedzialnego za bezpieczeństwo załogi. Silnik może mieć maksymalnie 1600 cm³ pojemności, z reguły posiada turbosprężarkę oraz sekwencyjną skrzynię biegów o wzmocnionej konstrukcji (w historii aut WRC spotykane były skrzynie posiadające od czterech do siedmiu przełożeń) oraz inteligentny napęd na cztery koła. Samochód ten musi być też przystosowany do poruszania się po normalnych drogach, gdyż musi przemieszczać się nimi pomiędzy metą jednego i startem kolejnego odcinka specjalnego.
Od 2022 roku najwyższą kategorią jest Rally1.

## Sposób klasyfikacji

### Klasyfikacja kierowców
Klasyfikacja kierowców to kolejność zawodników pod względem liczby zdobytych punktów w czasie rajdu. Wprowadzono ją w 1977 roku. Obecnie punkty przydzielane są w następujący sposób: za zwycięstwo zawodnik otrzymuje 25 punktów, za pozycje drugą 18, za trzecią 15, za czwartą 12, za piątą 10, za szóstą 8, za siódmą 6, za ósmą 4, za dziewiątą 2. Ostatnią punktowaną lokatą jest dziesiąta, za którą uzyskuje się 1 punkt w klasyfikacji indywidualnej.
| Miejsce | 1  | 2  | 3  | 4  | 5  | 6 | 7 | 8 | 9 | 10 |
| Punkty  | 25 | 18 | 15 | 12 | 10 | 8 | 6 | 4 | 2 | 1  |

Dodatkowo punktowany jest również ostatni odcinek specjalny tzw. Power Stage. Od roku 2017 za zwycięstwo przyznawanych jest 5 punktów, za drugie miejsce 4 punkty, za trzecie 3 punkty, za czwarte 2, a za piąte 1 punkt. Wcześniej, w latach 2011–2017, za zwycięstwo przydzielano tylko 3 punkty, kolejno za drugie miejsce 2 i za trzecie 1 punkt.

### Klasyfikacja konstruktorów
Klasyfikacja konstruktorów to kolejność zespołów w zależności od punktów zdobytych przez ich zawodników. W latach 1973–1976 była to jedyna prowadzona klasyfikacja. Obecnie punkty dla konstruktorów, podobnie jak wśród kierowców są przyznawane według klucza 25-18-15-12-10-8-6-4-2-1, z tym że w klasyfikacji uwzględniane są jedynie dwie nominowane przed rajdem załogi z każdego zespołu (niezależnie od liczby załóg jaką wystawia dany zespół).

## Rekordy
W trakcie Rajdowych Mistrzostw Świata odnotowano następujące rekordy:
- Sebastien Ogier wygrał Rajd Jordanii 2011 z przewagą 0,2 sekundy nad Jarim-Mattim Latvalą. To najmniejsza różnica między pierwszym i drugim miejscem w historii WRC[1].
- Marcus Grönholm na odcinku Ouninpohja podczas Rajdu Finlandii 2006 jechał na najwyższym biegu pełnym gazem ze średnią prędkością 171 km/h przez 46 sekund.

Poniższa tabela przedstawia zawodników o największej liczbie zwycięstw. Czcionką pogrubioną zaznaczono zawodników, którzy w roku 2021 wciąż uczestniczyli w mistrzostwach. 
| Tytuły mistrzowskie | Tytuły mistrzowskie                           | Tytuły mistrzowskie                           |         | Zwycięstwa w rajdach | Zwycięstwa w rajdach | Zwycięstwa w rajdach |
| Miejsce             | Kierowca                                      | Tytuły                                        | Miejsce | Kierowca             | Zwycięstwa           |                      |
| ------------------- | --------------------------------------------- | --------------------------------------------- | ------- | -------------------- | -------------------- | -------------------- |
| 1                   | Sébastien Loeb                                | 9                                             | 1       | Sébastien Loeb       | 80                   |                      |
| 2                   | Sébastien Ogier                               | 8                                             | 2       | Sébastien Ogier      | 54                   |                      |
| 3                   | Tommi Mäkinen                                 | 4                                             | 3       | Marcus Grönholm      | 30                   |                      |
| 3                   | Juha Kankkunen                                | 4                                             | 4       | Carlos Sainz         | 26                   |                      |
| 5                   | Walter Röhrl                                  | 2                                             | 5       | Colin McRae          | 25                   |                      |
| 5                   | Massimo Biasion                               | 2                                             | 6       | Tommi Mäkinen        | 24                   |                      |
| 5                   | Carlos Sainz                                  | 2                                             | 7       | Juha Kankkunen       | 23                   |                      |
| 5                   | Marcus Grönholm                               | 2                                             | 8       | Didier Auriol        | 20                   |                      |
| 9                   | 10 kierowców ma po jednym tytule mistrzowskim | 10 kierowców ma po jednym tytule mistrzowskim | 9       | Markku Alén          | 19                   |                      |
| 9                   | 10 kierowców ma po jednym tytule mistrzowskim | 10 kierowców ma po jednym tytule mistrzowskim | 10      | Hannu Mikkola        | 18                   |                      |
| 9                   | 10 kierowców ma po jednym tytule mistrzowskim | 10 kierowców ma po jednym tytule mistrzowskim | 10      | Jari-Matti Latvala   | 18                   |                      |

## Wyniki

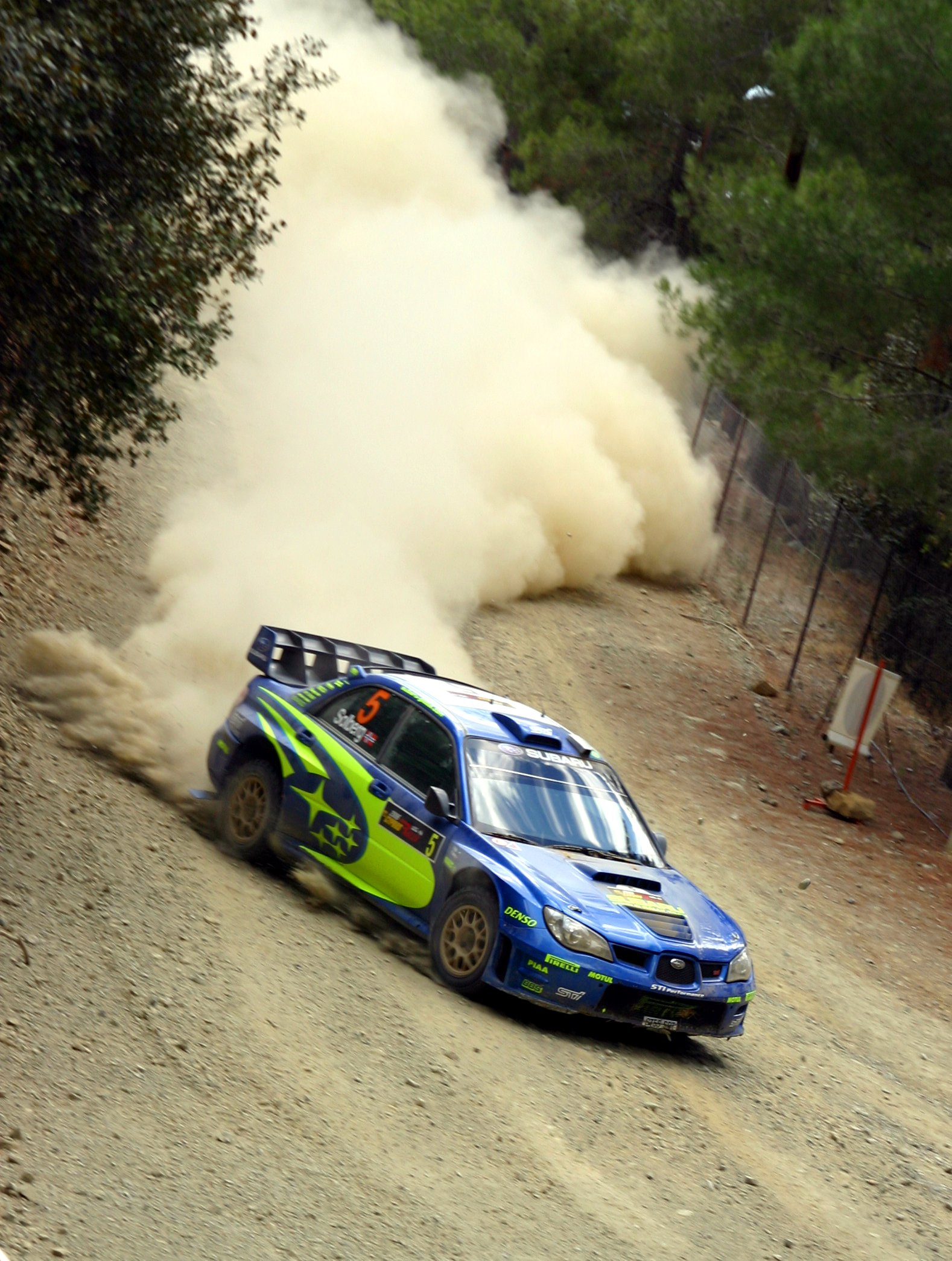
Petter Solberg na trasie Rajdu Cypru 2006

| Sezon                                                                  | Kierowcy                    | Kierowcy                    |                | Konstruktorzy               | Konstruktorzy |
| Sezon                                                                  | Kierowca                    | Samochód                    | Konstruktor    | Samochód                    |               |
| ---------------------------------------------------------------------- | --------------------------- | --------------------------- | -------------- | --------------------------- | ------------- |
| 2024                                                                   | Thierry Neuville            | Hyundai i20 N Rally1        | Toyota         | Toyota GR Yaris Rally1      |               |
| 2023                                                                   | Kalle Rovanperä             | Toyota GR Yaris Rally1      | Toyota         | Toyota GR Yaris Rally1      |               |
| 2022                                                                   | Kalle Rovanperä             | Toyota GR Yaris Rally1      | Toyota         | Toyota GR Yaris Rally1      |               |
| 2021                                                                   | Sébastien Ogier             | Toyota Yaris WRC            | Toyota         | Toyota Yaris WRC            |               |
| 2020                                                                   | Sébastien Ogier             | Toyota Yaris WRC            | Hyundai        | Hyundai i20 Coupe WRC       |               |
| 2019                                                                   | Ott Tänak                   | Toyota Yaris WRC            | Hyundai        | Hyundai i20 Coupe WRC       |               |
| 2018                                                                   | Sébastien Ogier             | Ford Fiesta WRC             | Toyota         | Toyota Yaris WRC            |               |
| 2017                                                                   | Sébastien Ogier             | Ford Fiesta WRC             | M-Sport        | Ford Fiesta WRC             |               |
| 2016                                                                   | Sébastien Ogier             | Volkswagen Polo R WRC       | Volkswagen     | Volkswagen Polo R WRC       |               |
| 2015                                                                   | Sébastien Ogier             | Volkswagen Polo R WRC       | Volkswagen     | Volkswagen Polo R WRC       |               |
| 2014                                                                   | Sébastien Ogier             | Volkswagen Polo R WRC       | Volkswagen     | Volkswagen Polo R WRC       |               |
| 2013                                                                   | Sébastien Ogier             | Volkswagen Polo R WRC       | Volkswagen     | Volkswagen Polo R WRC       |               |
| 2012                                                                   | Sébastien Loeb              | Citroën DS3 WRC             | Citroën        | Citroën DS3 WRC             |               |
| 2011                                                                   | Sébastien Loeb              | Citroën DS3 WRC             | Citroën        | Citroën DS3 WRC             |               |
| 2010                                                                   | Sébastien Loeb              | Citroën C4 WRC              | Citroën        | Citroën C4 WRC              |               |
| 2009                                                                   | Sébastien Loeb              | Citroën C4 WRC              | Citroën        | Citroën C4 WRC              |               |
| 2008                                                                   | Sébastien Loeb              | Citroën C4 WRC              | Citroën        | Citroën C4 WRC              |               |
| 2007                                                                   | Sébastien Loeb              | Citroën C4 WRC              | Ford           | Ford Focus WRC              |               |
| 2006                                                                   | Sébastien Loeb              | Citroën Xsara WRC           | Ford           | Ford Focus WRC              |               |
| 2005                                                                   | Sébastien Loeb              | Citroën Xsara WRC           | Citroën        | Citroën Xsara WRC           |               |
| 2004                                                                   | Sébastien Loeb              | Citroën Xsara WRC           | Citroën        | Citroën Xsara WRC           |               |
| 2003                                                                   | Petter Solberg              | Subaru Impreza WRC          | Citroën        | Citroën Xsara WRC           |               |
| 2002                                                                   | Marcus Grönholm             | Peugeot 206 WRC             | Peugeot        | Peugeot 206 WRC             |               |
| 2001                                                                   | Richard Burns               | Subaru Impreza WRC          | Peugeot        | Peugeot 206 WRC             |               |
| 2000                                                                   | Marcus Grönholm             | Peugeot 206 WRC             | Peugeot        | Peugeot 206 WRC             |               |
| 1999                                                                   | Tommi Mäkinen               | Mitsubishi Lancer Evolution | Toyota         | Toyota Corolla WRC          |               |
| 1998                                                                   | Tommi Mäkinen               | Mitsubishi Lancer Evolution | Mitsubishi     | Mitsubishi Lancer Evolution |               |
| 1997                                                                   | Tommi Mäkinen               | Mitsubishi Lancer Evolution | Subaru         | Subaru Impreza              |               |
| 1996                                                                   | Tommi Mäkinen               | Mitsubishi Lancer Evolution | Subaru         | Subaru Impreza 555          |               |
| 1995                                                                   | Colin McRae                 | Subaru Impreza 555          | Subaru         | Subaru Impreza 555          |               |
| 1994                                                                   | Didier Auriol               | Toyota Celica               | Toyota         | Toyota Celica               |               |
| 1993                                                                   | Juha Kankkunen              | Toyota Celica               | Toyota         | Toyota Celica               |               |
| 1992                                                                   | Carlos Sainz                | Toyota Celica               | Lancia         | Lancia Delta                |               |
| 1991                                                                   | Juha Kankkunen              | Lancia Delta                | Lancia         | Lancia Delta                |               |
| 1990                                                                   | Carlos Sainz                | Toyota Celica               | Lancia         | Lancia Delta                |               |
| 1989                                                                   | Massimo 'Miki' Biasion      | Lancia Delta                | Lancia         | Lancia Delta                |               |
| 1988                                                                   | Massimo 'Miki' Biasion      | Lancia Delta                | Lancia         | Lancia Delta                |               |
| 1987                                                                   | Juha Kankkunen              | Lancia Delta                | Lancia         | Lancia Delta                |               |
| 1986                                                                   | Juha Kankkunen              | Peugeot 205                 | Peugeot        | Peugeot 205                 |               |
| 1985                                                                   | Timo Salonen                | Peugeot 205                 | Peugeot        | Peugeot 205                 |               |
| 1984                                                                   | Stig Blomqvist              | Audi Quattro                | Audi           | Audi Quattro                |               |
| 1983                                                                   | Hannu Mikkola               | Audi Quattro                | Lancia         | Lancia Rally 037            |               |
| 1982                                                                   | Walter Röhrl                | Opel Ascona 400             | Audi           | Audi Quattro                |               |
| 1981                                                                   | Ari Vatanen                 | Ford Escort RS1800          | Talbot         | Talbot Sunbeam Lotus        |               |
| 1980                                                                   | Walter Röhrl                | Fiat 131 Abarth             | Fiat           | Fiat 131 Abarth             |               |
| 1979                                                                   | Björn Waldegård             | Ford Escort RS1800*         | Ford           | Ford Escort RS1800 Mk II    |               |
| 1978                                                                   | Markku Alén***              | Fiat 131 Abarth**           | Fiat           | Fiat 131 Abarth             |               |
| 1977                                                                   | Sandro Munari***            | Lancia Stratos HF           | Fiat           | Fiat 131 Abarth             |               |
| 1976                                                                   | nie prowadzono klasyfikacji | nie prowadzono klasyfikacji | Lancia         | Lancia Stratos HF           |               |
| 1975                                                                   | nie prowadzono klasyfikacji | nie prowadzono klasyfikacji | Lancia         | Lancia Stratos HF           |               |
| 1974                                                                   | nie prowadzono klasyfikacji | nie prowadzono klasyfikacji | Lancia         | Lancia Stratos HF           |               |
| 1973                                                                   | nie prowadzono klasyfikacji | nie prowadzono klasyfikacji | Alpine Renault | Renault Alpine A110         |               |
| * – Björn Waldegård prowadził Mercedesa 450 SLC w dwóch rajdach w 1979 |                             |                             |                |                             |               |
| ** – Markku Alén prowadził Lancię Stratos HF w dwóch rajdach w 1978    |                             |                             |                |                             |               |
| *** – W 1977 i 1978 mistrzostwa nosiły nazwę FIA Cup for Rally Drivers |                             |                             |                |                             |               |

## Polacy w WRC

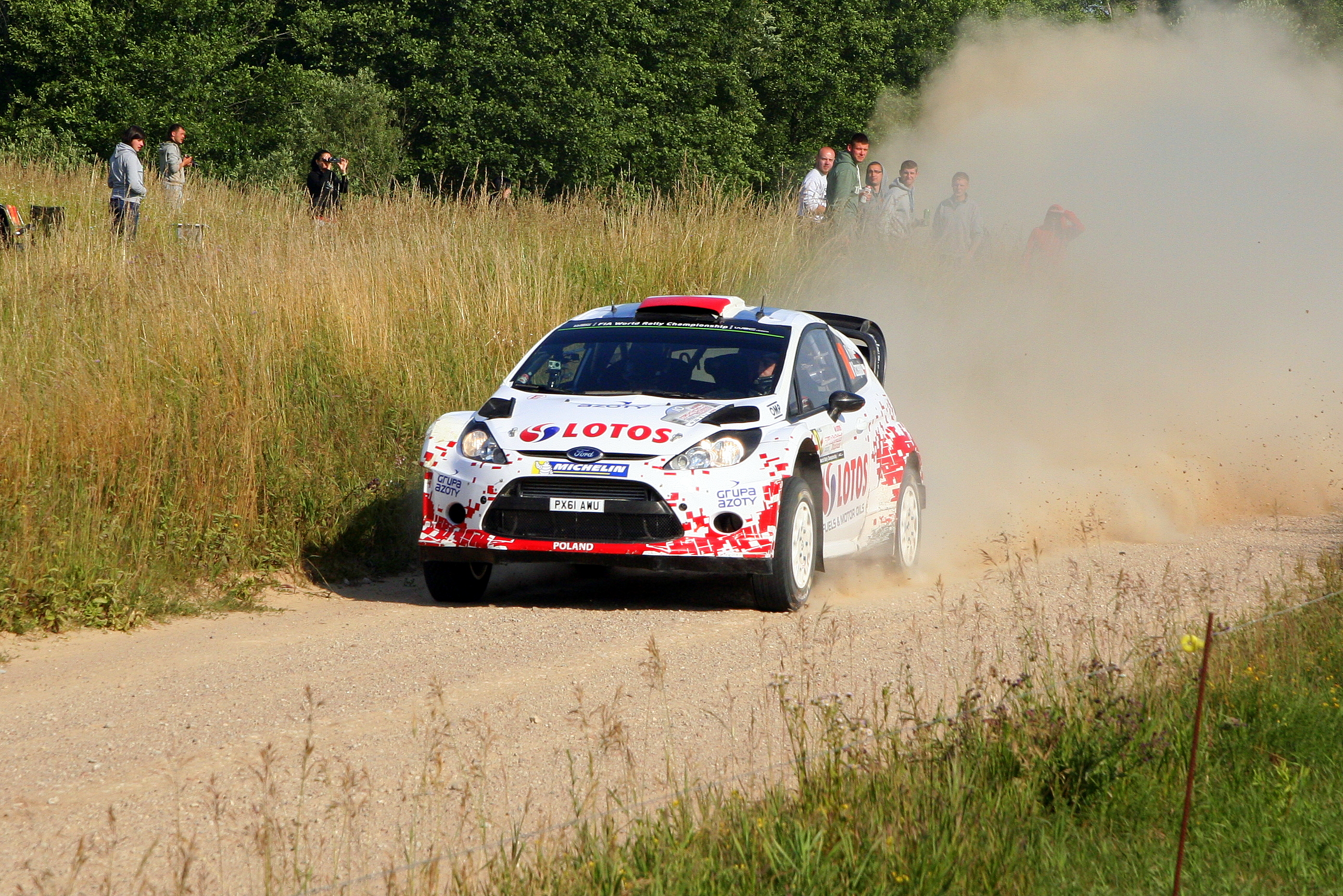
Robert Kubica podczas Rajdu Polski 2014

Jak dotąd (stan na 24 czerwca 2013, po Rajdzie Sardynii) najwięcej razy (trzykrotnie) w klasyfikacji WRC punktował Michał Kościuszko – zdobył punkty do klasyfikacji w trzech rajdach (raz w 2011, a dwa razy w 2013). Pierwszym Polakiem, który zapunktował w klasyfikacji WRC był Maciej Stawowiak, który w sezonie 1980 jadąc samochodem FSO Polonez 2000 zdobył 1 punkt dzięki zajętemu 10 miejscu podczas Rajdu Portugalii (pilot Ryszard Żyszkowski). W 2009 Krzysztof Hołowczyc jadąc Fordem Focusem WRC zdobył 3 pkt. za 6 miejsce w Rajdzie Polski (pilot Łukasz Kurzeja). W Rajdzie Sardynii 2013, swoje pierwsze punkty zdobył Robert Kubica (pilot Maciej Baran). Zajmując 9. miejsce (2 pkt.), stał się trzecim kierowcą w historii WRC, który wcześniej punktował także w Formule 1. Robert Kubica także posiada najlepszy w historii startów polaków wynik w WRC – 5 miejsce w Rajdzie Niemiec (2013)[stan na 20.08.2014), które zdobył autem Citroen DS3 RRC. W sezonie 2014 wygrał dwa pierwsze (jako jedyny Polak odniósł zwycięstwa na odcinkach WRC) odcinki Rajdu Monte Carlo debiutując w Fordzie Fiesta WRC wprawiając środowisko rajdowe w osłupienie.
Najwyższe miejsce polskiego kierowcy w pojedynczym rajdzie zaliczanym do rajdowych mistrzostw świata (wtedy nie były rozgrywane mistrzostwa świata kierowców) to 3 miejsce Stawowiaka na Polskim Fiacie 125p osiągnięte w Rajdzie Polski 1973. Wówczas nie prowadzono jednak klasyfikacji kierowców, a sam rajd ukończyły tylko trzy załogi (Stawowiak i jego pilot Jan Czyżyk byli więc właściwie na ostatnim miejscu wśród załóg, które dojechały do mety).
Najczęściej z polskich kierowców w pierwszej "10" rajdów meldował się Robert Kubica. Dokonał tego jedenastokrotnie (stan na 07.12.2015). Krzysztof Hołowczyc czterokrotnie był w pierwszej "10" rajdów, ale ze względu na inną wtedy punktację tylko występ z 2009 roku przyniósł Hołowczycowi punkty do klasyfikacji – w 1998 punktowane były miejsca 1-6.
| Poz. | Sezon | Rajd                     | Kierowca            | Pilot              | Samochód                      | Ekip na mecie | Ekip na starcie | Pkt. do klas. |
| ---- | ----- | ------------------------ | ------------------- | ------------------ | ----------------------------- | ------------- | --------------- | ------------- |
| 3.   | 1973  | Rajd Polski              | Maciej Stawowiak    | Jan Czyżyk         | Polski Fiat 125p              | 3             | 62              | –             |
| 5.   | 2013  | Rajd Niemiec             | Robert Kubica       | Maciej Baran       | Citroen DS3 RRC               | 68            | 156             | 10            |
| 6.   | 1973  | Rajd Press-on-Regardless | Robert Mucha        | Ryszard Żyszkowski | Polski Fiat 125p              | 23            | 58              | –             |
| 6.   | 1978  | Rajd Safari              | Sobiesław Zasada    | Błażej Krupa       | Mercedes-Benz 280E            | 13            | 72              | –             |
| 6.   | 2009  | Rajd Polski              | Krzysztof Hołowczyc | Łukasz Kurzeja     | Ford Focus WRC                | 34            | 48              | 3             |
| 6.   | 2014  | Rajd Argentyny           | Robert Kubica       | Maciej Szczepaniak | Ford Fiesta RS WRC            | 23            | 82              | 8             |
| 7.   | 1974  | Rajd Press-on-Regardless | Sobiesław Zasada    | Jerzy Dobrzański   | Porsche 911                   | 28            | 64              | –             |
| 7.   | 1998  | Rajd Argentyny           | Krzysztof Hołowczyc | Maciej Wisławski   | Subaru Impreza WRC            | 30            | 61              | –             |
| 7.   | 2011  | Rajd Australii           | Michał Kościuszko   | Maciej Szczepaniak | Mitsubishi Lancer Evolution X | 24            | 29              | 6             |
| 7.   | 2013  | Rajd Sardynii            | Michał Kościuszko   | Maciej Szczepaniak | Ford Fiesta RS WRC            | 36            | 51              | 6             |
| 8.   | 2015  | Rajd Polski              | Robert Kubica       | Maciej Szczepaniak | Ford Fiesta RS WRC            | 56            | 114             | 4             |
| 8.   | 1998  | Rajd Wielkiej Brytanii   | Krzysztof Hołowczyc | Maciej Wisławski   | Subaru Impreza WRC            | 84            | 168             | –             |
| 8.   | 2014  | Rajd Sardynii            | Robert Kubica       | Maciej Szczepaniak | Ford Fiesta RS WRC            | 39            | 96              | 4             |
| 9.   | 2015  | Rajd Portugalii          | Robert Kubica       | Maciej Szczepaniak | Ford Fiesta RS WRC            | 65            | 121             | 2             |
| 9.   | 2015  | Rajd Wielkiej Brytanii   | Robert Kubica       | Maciej Szczepaniak | Ford Fiesta RS WRC            | 57            | 140             | 2+1           |
| 9.   | 2013  | Rajd Sardynii            | Robert Kubica       | Maciej Baran       | Citroen DS3 RRC               | 36            | 51              | 2             |
| 9.   | 2013  | Rajd Finlandii           | Robert Kubica       | Maciej Baran       | Citroen DS3 RRC               | 58            | 145             | 2             |
| 9.   | 2013  | Rajd Francji             | Robert Kubica       | Maciej Baran       | Citroen DS3 RRC               | 49            | 82              | 2             |
| 9.   | 2013  | Rajd Hiszpanii           | Robert Kubica       | Maciej Baran       | Citroen DS3 RRC               | 40            | 59              | 2             |
| 9.   | 2014  | Rajd Australii           | Robert Kubica       | Maciej Szczepaniak | Ford Fiesta RS WRC            | 24            | 79              | 2             |
| 10.  | 1980  | Rajd Portugalii          | Maciej Stawowiak    | Ryszard Żyszkowski | FSO Polonez 2000              | 16            | 101             | 1             |
| 10.  | 1998  | Rajd Portugalii          | Krzysztof Hołowczyc | Maciej Wisławski   | Subaru Impreza WRC            | 47            | 116             | –             |
| 10.  | 2008  | Rajd Meksyku             | Michał Kościuszko   | Maciej Szczepaniak | Suzuki Swift S1600            | 28            | 40              | –             |
| 10.  | 2009  | Rajd Polski              | Michał Bębenek      | Grzegorz Bębenek   | Mitsubishi Lancer Evo IX      | 34            | 48              | –             |
| 10.  | 2013  | Rajd Monte Carlo         | Michał Kościuszko   | Maciej Szczepaniak | Mini John Cooper Works WRC    | 45            | 73              | 1             |

| Poz. | Sezon | Kierowca            | Pkt. do klas. |
| ---- | ----- | ------------------- | ------------- |
| 12.  | 2015  | Robert Kubica       | 11            |
| 13.  | 2013  | Robert Kubica       | 18            |
| 16.  | 2014  | Robert Kubica       | 14            |
| 16.  | 2009  | Krzysztof Hołowczyc | 3             |
| 21.  | 2011  | Michał Kościuszko   | 6             |
| 68.  | 1980  | Maciej Stawowiak    | 1             |

## Podobne Serie
- Rajdowe Mistrzostwa Europy
- WRC 2
- WRC 3
- Rajdowe Mistrzostwa Afryki
- Rajdowe Mistrzostwa Azji i Pacyfiku
- Rajdowe Mistrzostwa Bliskiego Wschodu
- Rajdowe Mistrzostwa Ameryki Południowej
- Rajdowe Mistrzostwa Ameryki Północnej i Ameryki Środkowej